# Wirki bezjelitowe
Wirki bezjelitowe (Acoela z łac. acoela – bezjelitowe) – grupa małych, bezkręgowych, wirkokształtnych zwierząt dwubocznie symetrycznych (Bilateria) charakteryzujących się prawie całkowitym brakiem macierzy pozakomórkowej oraz brakiem jelita. Tradycyjnie uważane były za jeden z rzędów wirków, obecnie są uznawana za odrębny typ. 

## Morfologia i ekologia
Są to gatunki morskie, zwykle kilkumilimetrowej długości (od 0,5 do 10 mm), spłaszczone grzbieto-brzusznie, jak płazińce. Odcinek głowowy jest słabo zaznaczony. Występuje tylko otwór gębowy lub otwór gębowy i prosta gardziel usytuowana po stronie brzusznej. Brak jelita, struktur wydalniczych oraz układu rozrodczego. Funkcję trawienną pełni nabłonek endodermalny. W worze powłokowym znajdują się otwory płciowe wyprowadzające gamety z parenchymy. Brak stadium larwalnego. Układ nerwowy zbudowany jest tylko z części subepidermalnej i submuskularnej. Niewielkie zagęszczenia sieci w odcinku głowowym, od którego biegną pnie podłużne połączone licznymi spoidłami poprzecznymi. Posiadają oczka i narząd równowagi w postaci statocyst. U gatunków żyjących w symbiozie z zoochlorellami może zanikać układ pokarmowy.

## Klasyfikacja
Wirki bezjelitowe są prawdopodobnie blisko spokrewnione z Nemertodermatida. Te drugie mają proste jelito, a ich plemniki mają jedną wić. Obydwie grupy bywają łączone w hipotetyczny klad Acoelomorpha, który według niektórych badań jest taksonem parafiletycznym, a Acoela i Nemertodermatida klasyfikowano jako odrębne typy. Sugerowano, że Acoela mogą należeć do Lophotrochozoa, gdzie są najbliżej spokrewnione z Gnathostomulida. Inne analizy wspierają jednak monofiletyzm Acoelomorpha i wskazują na ich bliskie pokrewieństwo z Xenoturbellida (hipotetyczny klad obejmujący te dwie grupy został nazwany przez Philippe'a i wsp. Xenacoelomorpha), choć pozycja filogenetyczna takiego kladu pozostaje niejasna – według badań Hejnola i współpracowników (2009) stanowią one najbardziej bazalną linię ewolucyjną Bilateria, podczas gdy według analiz przeprowadzonych przez Philippe'a i in. są bazalną linią wtóroustych (Deuterostomia) – druga z tych hipotez zakłada utratę cech obecnych u ostatniego wspólnego przodka Deuterostomia.

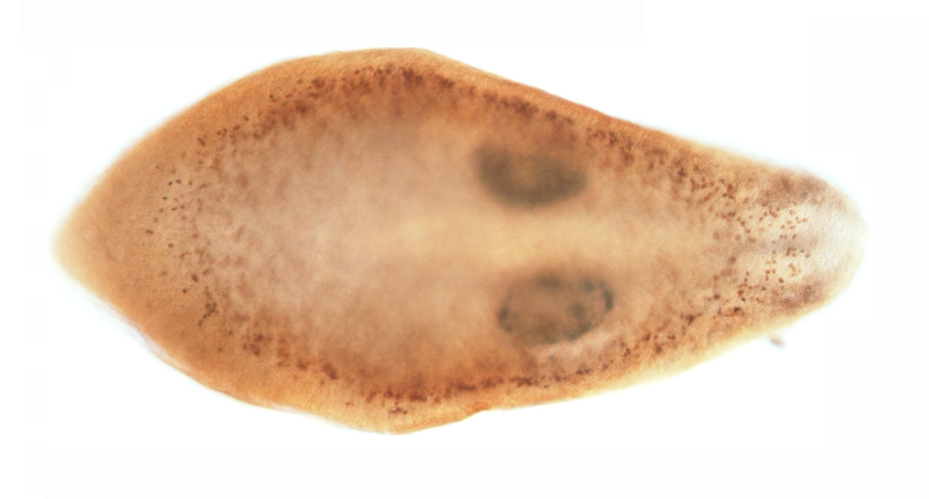
Neochildia fusca

Do Acoela zaliczono około 330 gatunków grupowanych w rodzinach:
- Actinoposthiidae
- Anaperidae
- Antigonariidae
- Antroposthiidae
- Childiidae
- Convolutidae
- Dakuidae
- Diopisthoporidae
- Hallangiidae
- Haploposthiidae
- Hofsteniidae
- Isodiametridae
- Mecynostomidae
- Nadinidae
- Otocelididae
- Paratomellidae
- Polycanthiidae
- Proporidae
- Sagittiferidae
- Solenofilomorphidae
- Taurididae